# 猫絵十兵衛 御伽草紙
『猫絵十兵衛 御伽草紙』（ねこえじゅうべえ おとぎそうし）は、永尾まるによる日本の漫画。少年画報社の『ねこぱんち』2007年4月号から連載中。「御伽草子」ではなく「御伽草紙」が正しいタイトルである。

## 概要
時代設定は江戸時代。大勢の猫が居着いている「猫丁長屋」に住む猫絵師の十兵衛と、十兵衛の描いた猫絵に効能としての呪力を吹き込む元猫仙人の猫又（猫股）ニタのコンビの周辺に起こる出来事を綴った一話完結様式の連載漫画。
ニタをはじめとした複数の猫又や化け猫の他、人に徒なす存在も登場する退治譚もあるが、ねこマンガ誌に連載されているだけに、猫を中心とした日常的な生活に、少しばかりの不思議が混じった人情話が主である。
作者の永尾まるは、古今東西の猫に関する民話からヒントを得ていると語っている他、登場人物のモデルに実際に猫好きであった画家である歌川国芳をもってきたり、女性の木彫り職人の名を飛騨匠の祖先の伝承から採ったり、鏝絵の名人「伊豆の長八」などの実在の職人にも、作中で触れている。また猫絵売り（猫の絵かき）を始め、実際に江戸時代に存在していた物売り（桜草売り、母衣蚊帳売り、七味唐辛子売り、蝶々売り、など）を作品のそこかしこに登場させ、ストーリーに絡めて、当時の江戸の町人の風俗や季節折々の年中行事や風習の様子も盛り込まれ、描かれている。

## 登場キャラクター
※声はモーションコミックのもの。

### 主要キャラクター
十兵衛
声 - 増田俊樹
三笠長屋（通称・猫丁長屋）に住む、鼠除けの猫の絵である「猫絵」を専門にする猫絵師。動植物の絵はうまいが人物画（特に女性を描くこと）は苦手。ある程度は猫と意思疎通ができる。垂れ目と茶色の髪が特徴。一見軽そうに見えるが、結構情に厚い。本人曰く、熟女が好みである。
彼自身幼少のころの話はあまり語っていないが、実は猫に育てられた孤児で、「猫の子」と呼ばれからかわれていたらしく、西浦にも語っている。幼少のころはかなりの泣き虫だった。彼の髪紐についている透明な玉は幼少期に猫にもらったもの。
十玄との出会いは、十玄が鳴かず飛ばずだったころ、大勢の猫に囲まれた十兵衛を引き取り、絵の手ほどきを教えた。形式的には十玄の惣領弟子（一番弟子）。しかし十玄と絵に関して相違があり、十玄の家を飛び出し猫絵師となった。ただし破門はされておらず、師弟関係は良好である。
ニタ
声 - 杉田智和
十兵衛と同居している人語を話す猫。正体は猫又で、かつては肥後国の天草下島にあるニタ峠の猫仙人を務めていた。「本来は自分みたいなのが世俗の理（ことわり）に手を出すのはあまり良くない」と言い、基本的に一歩引いた姿勢だが、実際には様々な猫がらみのやっかいごとに首を突っ込んでいる。笑い声は「ニョホホ」。
普段は三毛猫の姿になっているが、周りの人間からは、「狸」「狸猫」などと散々な言われようである。それとはうって変わり人型の時は、黒髪の長髪（両サイドに茶のメッシュが入っている）、緑色の瞳のかなりの美形になる。狩衣を着用。いたずら好き、面白いもの好きだが、清白によると「いい頭領」。なぜか十兵衛がきた次の日に書置きを残し、清白に半分押し付けた形で猫仙人を引退した。いつも酒を呑み、キセルをふかしてぐうたらしている。

### 人間
吉野十玄
猫吉などの号を持つ絵師で十兵衛の師匠。駆け出しの絵師の頃、猫に囲まれて寝ていた幼い十兵衛を拾い、育ての親になった。何匹もの猫を飼う猫好きで、モデルは歌川国芳。弟子志願の人間にテストとして猫を描きその優劣で弟子を決めるほどの猫好き。十兵衛への絵の評価は、「植物や動物を描かせたら一品だが、人物（若い女性）はからっきし駄目だ」。
濃野初風
細目の美男子でつかみどころがない男性。伝奇物から洒落本まで節操なく書く売れっ子戯作者だが、世間では女好きで有名。十兵衛によればクラゲみたいな奴。十兵衛を気に入っており、彼との仲を「合縁奇縁の仲」と言っている。
「嗄れ猫の巻」（第八巻収録）で般若顔の雌の仔猫を拾って飼い始め、「小春」と名づけて溺愛している。
西浦弥三郎
声 - 高橋広樹
猫丁長屋に引越してきた浪人。滅法強く幽霊や妖怪の類にも動じないが、少年時代に猫仙人（ニタ）に脅かされたことがトラウマになって猫だけは大の苦手であったが同居するトラ助と耳丸のみは触ることが出来るようになった。当初は髭面だったゆえ十兵衛にクマと呼ばれたが、身だしなみを整えたところ、かなり男前だったことが発覚。これにはニタと十兵衛も驚いた。歳は19歳、長身で剣の腕はなかなかのものである。
奎安
声 - 塾一久
猫丁長屋の近くにある法徳寺の住職。おっとりしており仕事は遅い様子だが、化け鼠に狙われるほど賢僧として名高いらしい。縹（ハナダ）という猫をこよなく愛していた。縹のみならずニタや八光の存在を受け入れ普通に会話を交わすなど、懐が深い。
佐助
猫丁長屋の住人で左官職人。クロの飼い主。おもとに惚れている。
おもと
薬問屋である万屋店主の末娘。佐助と相思相愛の仲。バイタリティあふれる才女で、クロを盗んだ男を裸足で追いかけたこともある。
信夫（しのぶ）
木彫り職人見習い、女性。小さいころから木を彫って遊んでおり、それが長じて高名な職人に弟子入りした。しかし女性であることを理由に兄弟子からからかいの対象とされていた。しかし努力を忘れず、その才能を濃野初風に認められ欄間（観月猫）を作成する。また、奎安より木彫りのハナダ（構図は十兵衛）の作成を依頼された。大の猫好きだが、それ故に猫を見るとテンションが上がってしまうため、猫を描くのには苦労している。
松吉
声 - 山本和臣
猫丁長屋近辺で蜆売りをしている少年。6人兄弟の長男。父親がおらず、母親も病弱でほぼ仕事ができないため、蜆や竹を売って家族を養っている。弟の徳二は、奉公に出る際に十兵衛からササを含む家族の絵を渡されている。

### 猫又・猫

#### 江戸近辺
トラ助
猫丁長屋に住む子猫。西浦に懐いている。鳴き声は「うにゅん」。西浦によくらぶらぶアタックをかましている。同じ長屋に住むタケ助、ミケとよくつるんで遊んでいる。
クロ
佐助に飼われている黒猫。万屋に大挙して押し寄せた鼠を追い払ったことから（実は佐助とおもとの縁結びのためニタの協力を得た計画）、万屋の用心棒猫として雇われる。万屋の客から「福々しい」と言われるほど太っている。普段はおっとりとしているが、おゆうに言いがかりをつけた男に飛びかかるなど勇ましい面もある。
耳丸
西浦の家の居候猫。左耳の先端が欠けているためこの名を付けられたと推測する。犬をからかって逆襲を受け（十兵衛・翻訳）、息も絶え絶えのところを西浦に救われる。魚とりが大の得意。メスである。
ヤロ
十弦の所で飼われている猫。子猫の時に荷車に轢かれて左足を失う。十弦の弟子達が落ち込んだりするとなぐさめに来たりする。
猫石
ネズミよけのご利益があるとして祠に祀られている石で、魂が宿っている。正体は十兵衛達が暮らしている辺りを仕切っている猫神。人や子猫に化身して、参拝者の少なくなった祠を毎日のように掃除してくれた松吉の手助けをしたり、猫を虐待する人間に対する猫裁判の裁判官をしたりするなどの威力を持つ。ニタとも親しくしている。
ササ
十兵衛との約束で松吉の家に貰われてきた三毛の子猫。七夕の夜、星の欠片とじゃれているうちに欠片が松吉の母親の体内へ吸収され病状が好転する。
八光
かつて可愛がられた西雲寺の休光和尚への恩返しのため、猫又となってから僧に化け、和尚亡き後に荒れた寺の再建を図る。成り立ての猫又であるため失敗もし、当初はニャーニャーとしか経を唱えられなかった。立派な僧になるべくニタの口利きによる法徳寺の奎安和尚のもとでの修行を経て、引き続き西雲寺を守っている。
茶太郎
三匹衆のうち茶虎柄の猫又。ハチ、ブチとよく3匹でつるんでいる。猫又としてはまだ若い方なので、よくニタの知恵や力を頼りにしている。
ハチ
三匹衆のうち八割れ柄の猫又。めったなことで目を開かない。手先が器用。
ブチ
三匹衆のうちブチ柄の猫又。船宿の飼い猫である。
ノドカ
閑助の飼い猫で猫又。手ぬぐい踊りが得意。のんびりとした主人を飢え死にさせまいと単身狢を狩りに行ったほど主思い。
雪白
伊勢屋で飼われている白猫で猫又。プライドが高く三匹衆をいつも見下していた。本来はネズミ取りの為に飼われていたが本人いわく、長い間一匹も獲っていない。その為店の奥の屋根裏は鼠城になっていた。

#### 江戸以外
縹（ハナダ）
声 - 近藤隆
白の長毛、オッドアイの猫。子猫のころに日本にやって来て、異形ゆえに殺されそうになったところを、奎安和尚に助けられ共に暮らすこととなる。奎安のところにいた時から化け鼠の気配を感じ、人間とも会話ができるなど、普通の猫ではない片鱗を見せていた。奎安を喰い殺そうとした化け鼠を十兵衛、ニタの助太刀を得て撃退するが満身創痍となり生死の境を彷徨う。ニタの機転により暗夜によって根子岳の猫王のもとに搬送された。その後回復し、根子岳では「縹殿」と呼ばれるなど一定の地位を占めている模様。以降奎安と直接の対面はしていないが、互いに相手のことを想っている。　
実はエーレ（アイルランド）出身で、元の名はブラン（白）。猫妖精（ケット・シー）かつ現地の猫王である兄のイルサンは彼を連れ戻そうとし、そのため日本にやって来て奎安の魂を奪うが、縹自身は和尚がいる限り日本を離れる気はないとし、兄と戦って魂を取り戻す。
シマ
長屋の大工、文吉に飼われていた猫。実は猫又。本名は鼠将禰古末長太郎縞尾。先代猫王（鼠将禰古末長太白尾）が死亡したことを知り、ならば自分が次の猫王だと叫んで派手に旅立った。その後根子岳に居を構え、暗夜に厳しく教育されているらしい。自分よりも暗夜の方が猫王に向いているのではと考えているが、ニタからは「上に立つ者はどっしり構えていればいい」と言われた。
暗夜
根子岳の猫王の側近。ニタに呼ばれて人間界に顔を出すことがある。新米の猫王シマの教育係を務めるとともに、根子岳の猫又たちににらみを効かせ、実務を取り仕切っている。
清白（すずしろ）
元ニタの側近の猫仙人。白猫。真面目な性格の猫又。ニタの悪戯好きにあきれながらも彼のことを尊敬している。ニタに猫仙人の座を押し付けられた。ぬるぬるしたものが嫌い。
福助
十兵衛とニタの出会いのきっかけとなった猫又。かなりおっとりとした性格で、猫又となってから三十五年たって漸く修行にでる決心をしたほど。ニタ峠で修行中で、進捗具合は「蝸牛のごとくじわじわと」とのこと。一時は水虎に猫又の尻尾をとられただの猫に戻ったことも。
百代（もよ）
自称ニタの愛猫。ニタは否定しているが、ニタに幼いころに拾ってもらった過去があり、ニタをとても敬愛している。やきもち焼き。ニタと暮らしている十兵衛に嫉妬しており、勝負を挑んでいた。猫石の所で修行している。
真葛（まくず）
下総の猫神の八番目の娘。体は小さいが力は強い。そばかすと古風な髪形が特徴で、何かあると深々と頭を下げるまじめな女性。母の使いで江戸を訪れた際、おもとの付き人である権蔵といい仲となる。
紅鏡
下総を取り仕切る雌の猫神。下総は特に雌猫の猫又達が暮らしている。厳しい神だが自身の所で修行していた三春が相手の浮気で離縁された時は十兵衛とニタを介添人として呼びうわなり(後妻)打ちをさせた。

### その他の動物
右丸・左丸
耳丸が拾ってきた子犬。2匹の面倒を見るうちに耳丸の母性が刺激され乳が出るようになった。ある程度成長したため西浦によって、裕福な商家へ里子に出され優遇されている。親譲りで魚捕りが得意。
五鉄
猫又の姿をした五徳の精。元が五徳で火の側にあるため頭に火のついた五徳が乗っている。水虎(河童)と相撲をとった際に足が一個欠けた。清白達と共にニタ峠に住んでいる。

## 書誌情報
- 永尾まる 『猫絵十兵衛 御伽草紙』 少年画報社〈ねこぱんちコミックス〉、既刊25巻（2025年2月25日現在）
  1. 2008年12月29日発行（2008年12月15日発売）、ISBN 978-4-7859-3076-9
  2. 2009年9月28日発行（2009年9月14日発売）、ISBN 978-4-7859-3223-7
  3. 2010年5月10日発売、ISBN 978-4-7859-3379-1
  4. 2011年4月11日発売、ISBN 978-4-7859-3604-4
  5. 2012年1月24日発行（2012年1月10日発売）、ISBN 978-4-7859-3771-3
  6. 2012年10月15日発売、ISBN 978-4-7859-3941-0
  7. 2013年4月15日発売、ISBN 978-4-7859-5026-2
  8. 2013年10月15日発売、ISBN 978-4-7859-5142-9
  9. 2014年5月12日発売、ISBN 978-4-7859-5287-7
  10. 2014年9月16日発売、ISBN 978-4-7859-5380-5
  11. 2014年11月10日発売、ISBN 978-4-7859-5416-1
  12. 2015年2月16日発売、ISBN 978-4-7859-5479-6
  13. 2015年4月13日発売、ISBN 978-4-7859-5523-6
  14. 2015年10月19日発売、ISBN 978-4-7859-5642-4
  15. 2016年3月14日発売、ISBN 978-4-7859-5734-6
  16. 2016年6月13日発売、ISBN 978-4-7859-5796-4
  17. 2016年11月14日発売、ISBN 978-4-7859-5897-8
  18. 2017年6月12日発売、ISBN 978-4-7859-6030-8
  19. 2018年2月13日発売、ISBN 978-4-7859-6159-6
  20. 2019年2月12日発売、ISBN 978-4-7859-6378-1
  21. 2020年3月16日発売、ISBN 978-4-7859-6626-3
  22. 2020年10月12日発売、ISBN 978-4-7859-6774-1
  23. 2023年7月10日発売、ISBN 978-4-7859-7436-7
  24. 2024年8月7日発売、ISBN 978-4-7859-7737-5
  25. 2025年2月25日発売、ISBN 978-4-7859-7873-0

## モーションコミック
ハピネット運営の「Manga 2.5」により、2013年12月にモーションコミック化されている。全5話。